# مارکوس پیوسک
مارکوس پیوسک (انگلیسی: Marcus Piossek؛ زادهٔ ۲۱ ژوئیهٔ ۱۹۸۹) بازیکن فوتبال اهل لهستان است.
از باشگاه‌هایی که در آن بازی کرده‌است می‌توان به باشگاه فوتبال اسنابروک، باشگاه فوتبال کایزرسلاوترن، باشگاه فوتبال کارلسروهه، و باشگاه فوتبال روت وایس اهلن اشاره کرد.
وی همچنین در تیم‌های ملی فوتبال زیر ۲۰ سال آلمان و زیر ۲۱ سال لهستان بازی کرده‌است.